# 祈願之塔
祈願之塔（願いの塔）是EXILE第8張原創專輯，於2011年3月9日發售。

## 解說
- EXILE於2011年的五大企劃中的第一彈，與前作「給珍愛的未來」相隔約1年零3個月的新專輯。
- 與單曲「心願」的主題一樣，本作制作的主題仍是「心願」。
- 與前作一樣分為初回限定盤（2CD+DVD）與兩種通常盤（CD+DVD、CD ONLY）合共三種形態發售。
- 初回限定盤收錄電影「EXILE PRIDE」的DVD與翻唱專輯「EXILE COVER」的CD。
- 三種形態的初回包裝皆為限定紙殼式樣。
- DVD收錄由EXPG生與Happiness、FLOWER出演的「24karats STAY GOLD (KIDS & GIRLS Version)」PV與Making。特殊映像為「活出堅強」與「I Wish For You」的專輯版本。
- ATSUSHI與TAKAHIRO填詞的歌曲共10曲，佔本作過半數的歌曲。

## 主要紀錄
- 發售當日出貨量突破百萬，三個月後被日本唱片協會認證為百萬唱片，為2011年首張百萬認證專輯。
- 初登位獲得銷量榜冠軍，但受東日本大震災影響，本作初動銷量大幅下降至48萬張。4月4日再次登上銷量榜冠軍，自生物股長的「生物百科圖鑑～團員精選～」兩個月後再次達成此紀錄。4月11日繼續獲得銷量榜冠軍，通算3週獲得冠軍位置，為EXILE作品中最高紀錄。
- 累積銷量約74萬，為2011年年間專輯銷量第3位。

## 收錄曲

### CD/DISC-1
1. Each Other's Way ～旅途中～（Each Other's Way 〜旅の途中〜） / (Vocal：ATSUSHI, TAKAHIRO）
(作詞：ATSUSHI / 作曲：BACHLOGIC, MATS LIE SKARE, FAST LANE (SONISTA) / 編曲：BACHLOGIC）
第36張單曲。
CHINTAI廣告歌
2. I Wish For You / (Vocal：ATSUSHI, TAKAHIRO, NESMITH, SHOKICHI)
(作詞：michico / 作曲：T. Kura, michico / 編曲：T. Kura)
第35張單曲。
TOYOTA「WISH」電視廣告歌
第52回日本金唱片大獎得獎歌曲
3. Miracle / (Vocal：ATSUSHI, TAKAHIRO)
(作詞：ATSUSHI / 作曲・編曲：春川仁志)
4. 心願（願い）-Album Version- / (Vocal：ATSUSHI)
(作詞：ATSUSHI / 作曲：Arno Lucas, Jerome Dufour, Fabrice Haddad / 編曲：林田裕一)
第33張單曲「FANTASY」收錄曲的專輯版本。
劇團EXILE第4回「DANCE EARTH～心願～」主題曲
5. GOING ON / (Vocal：TAKAHIRO, NESMITH, SHOKICHI)
(作詞：TAKAHIRO / 作曲：原一博 / 編曲：h-wonder)
第33張單曲「FANTASY」收錄曲。
EXILE Present 新聲爭霸2 第2次審查課題曲
6. 信（手紙） / (Vocal：ATSUSHI、TAKAHIRO)
(作詞：TAKAHIRO / 作曲：山口寛雄 / 編曲：h-wonder)
TAKAHIRO首支作詞的抒情歌。
7. Orion / (Vocal：ATSUSHI, TAKAHIRO)
(作詞：ATSUSHI / 作曲・編曲：KOSH)
8. 活出堅強（もっと強く） / (Vocal：ATSUSHI, TAKAHIRO)
(作詞：ATSUSHI / 作曲・編曲：華原大輔)
第34張單曲。
電影「海猿3D:最終話—The Last Message」主題歌
9. 掌中砂（掌の砂） / (Vocal：ATSUSHI, TAKAHIRO)
(作詞：秋元康 / 作曲・編曲：原一博)
第33張單曲「FANTASY」收錄曲。
TOYOTA「WISH」電視廣告歌
10. VICTORY / (Vocal：ATSUSHI, TAKAHIRO)
(作詞：ATSUSHI / 作曲・編曲：春川仁志)
第33張單曲「FANTASY」收錄曲。
【財】日本足球協會公認 日本代表加油曲
11. My Station / (Vocal：ATSUSHI, TAKAHIRO)
(作詞：ATSUSHI / 作曲：lil' showy)
第33張單曲「FANTASY」收錄曲。
「KIRIN LEMON」電視廣告曲
12. 24karats STAY GOLD / (Vocal：ATSUSHI, TAKAHIRO, NESMITH, SHOKICHI / Rap：DOBERMAN INC.)
(作詞：lil' showy, P-CHO, GS, KUBO-C, TOMOGEN / 作曲：lil' showy)
第33張單曲「FANTASY」收錄曲。
「KIRIN Mets」電視廣告曲
13. Interlude for One Wish
(作曲・編曲：中野雄太)
14. One Wish / (Vocal：ATSUSHI, TAKAHIRO, NESMITH, SHOKICHI)
(作詞・作曲：ATSUSHI / 編曲：中野雄太)
海地大地震復興支援慈善楽曲
配信限定歌曲。

### DVD/DISC-2
［Video Clip］
- VICTORY
- 24karats STAY GOLD
- 心願（願い）
- 活出堅強（もっと強く）
- I Wish For You
- Each Other's Way 〜旅途中〜（Each Other's Way 〜旅の途中〜）
- 24karats STAY GOLD (KIDS & GIRLS Version)

［Making映像］
- VICTORY (Making)
- 24karats STAY GOLD (Making)
- Each Other's Way 〜旅途中〜（Each Other's Way 〜旅の途中〜） (Making)
- 24karats STAY GOLD (KIDS & GIRLS Version) (Making)

［Special Video Clip］
- 活出堅強（もっと強く）(Album Version)
- I Wish For You（Album Version）

### DVD/DISC-3(初回生産限定盤收錄)
- 電影「EXILE PRIDE」

### Cover Album 『EXILE COVER』(初回生産限定盤收錄)
1. 難以言語（言葉にできない） / (Vocal：ATSUSHI)
(作詞・作曲：小田和正)
2. 這麼長時間你都不在（こんなにもながい君の不在） / (Vocal：ATSUSHI) ※
(作詞：Kenn Kato / 作曲：原一博 / 編曲：林田裕一)
3. GEORGY PORGY / (Vocal：ATSUSHI) ※
(作詞・作曲：David Paich)
4. Just The Two Of Us / (Vocal：SHOKICHI)
(作詞・作曲：雷夫·麥克唐納（英语：Ralph MacDonald）、威廉·所特（William Salter）、比爾·威瑟斯 / 編曲：Nao Tanaka (SUPALOVE))
5. 遙遠遙遠（遠く遠く） / (Vocal：TAKAHIRO, NESMITH, SHOKICHI)
(作詞・作曲：Noriyuki Makihara / 編曲：中野雄太)
6. 以心傳心（以心伝心） / (Vocal：TAKAHIRO)
(作詞・作曲：岡平健治 / 編曲：中野雄太)
7. LA・LA・LA LOVE SONG / (Vocal：ATSUSHI, NESMITH)
(作詞・作曲：久保田利伸 / 編曲：中野雄太)
8. Giver / (Vocal：NESMITH, SHOKICHI)
(作詞：ATSUSHI / 作曲：平田祥一郎 / 編曲：華原大輔)
9. WON'T BE LONG / (Vocal：ATSUSHI, TAKAHIRO, NESMITH, SHOKICHI)
(作詞・作曲：Bro. KORN / 編曲：h-wonder)
10. Choo Choo TRAIN / (Vocal：ATSUSHI, TAKAHIRO)
(作詞：佐藤ありす / 作曲：中西圭三 / 編曲：華原大輔)
第10張單曲
11. 銀河鐵道999（銀河鉄道999） / EXILE feat. VERBAL (m-flo) / (Vocal：ATSUSHI, TAKAHIRO)
(作詞：奈良橋陽子, 山川啓介 / 作曲：タケカワユキヒデ / Rap詞：VERBAL / 編曲：中野雄太)
2008年發售的精選輯「EXILE CATCHY BEST」收錄歌曲

※・・・ from EXILE ATSUSHI Premium Live 〜The Roots〜

## 相關連結
- （日語）「FANTASY」日文特設網站